# Reinickendorfer Straße (métro de Berlin)
Reinickendorfer Straße est une station souterraine du métro de Berlin desservie par la ligne U6. Administrativement, elle se trouve dans le quartier de Wedding dans l'arrondissement de Mitte. Une partie des panneaux publicitaires de la station sont consacrés à promouvoir l'entreprise pharmaceutique Bayer dont le siège berlinois est riverain de la station.

## Situation
La station est formée d'un quai central de 105 m. de long et de 8 m. de large. Le quai est un mètre plus large que les standards des stations de métro de cette époque, sans doute pour prévenir un éventuel trafic plus important de passagers. Le quai est enterré entre 4,3 et 4,5 mètres sous la chaussée de la Müllerstraße et la station ne dispose donc pas de niveau intermédiaire. Les deux bouches de métro, respectivement au sud et au nord du quai, débouchent sur un îlot central sur la Müllerstraße, que les piétons doivent traverser pour poursuivre leur chemin. La station dispose également d'un ascenseur.
La station est située au sud de la Weddingplatz, la place de Wedding, sur laquelle débouche la Reinickendorfer Straße, la rue de Reinickendorf qui donne son nom à la station, et la Schulzendorfer Straße. La rivière Panke traverse la Müllerstraße au sud de la station.

## Histoire
La station de métro a vu le jour dans la foulée du tunnel nord-sud de Wedding à Neukölln. Comme les stations voisines, les plans architecturaux de la station ont été conçus dès 1901 par Heinrich Jennen, qui s'est inspiré du style des stations Senefelder Platz et Schönhauser Tor, connue aujourd'hui sous le nom de Rosa-Luxemburg-Platz. Le chantier n'a été débuté que fin 1912 pour être finalisé en 1919, après la Première Guerre mondiale. À la mort de Jennes en 1920, les architectes Alfred Grenander et Alfred Fehse ont pris sa suite. À cause des mauvaises conditions économiques des années 1920, le financement des carreaux de faïence qui devaient recouvrir les murs a été refusé aux deux architectes. À la place, les murs en plâtre ont simplement été enduit de blanc. Les coloris thèmes de la station étaient à l'époque le blanc et le rouge.
Après 1945, la station Reinickendorfer Straße était un des « postes-frontières » entre les deux Berlin. Entre 1961 et 1989, le temps du mur de Berlin, c'est ici que commençaient la série des « stations fantômes » restées inutilisées. Les métros à destination de Kochstraße au sud ne faisaient plus halte qu'à Friedrichstraße.
De 1993 à 1996, la station a été complètement rénovée, et c'est à cette occasion que le quai d'une longueur initiale de 80,55 m. a été étendu pour atteindre 105 m. Les couleurs thèmes ont alors changé en vert et blanc et la station s'est dotée d'un ascenseur.

## Intermodalité
Il existe des correspondances possibles avec les lignes d'autobus M27 et 120 ainsi qu'avec les lignes nocturnes N6 et N20 depuis la station.

## À proximité

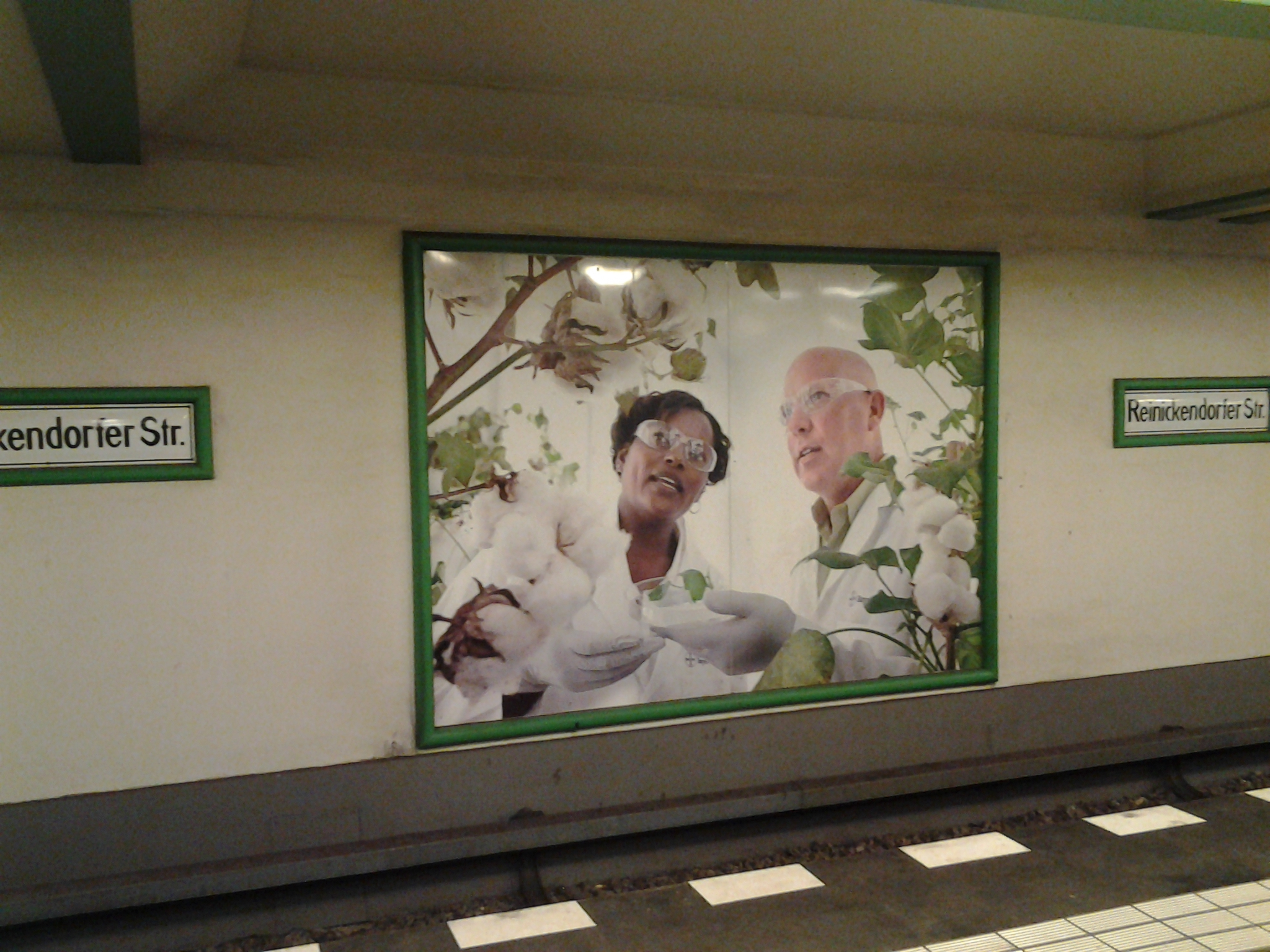
Un panneau publicitaire de l'entreprise Bayer dans la station en mars 2015.

- La station de métro s'est construite à proximité de la société pharmaceutique Schering fondée en 1871 par Ernst Schering et n'ayant pas déménagé son siège social depuis. Au début des années 1990, la société a réclamé le renommage de la station de métro en Scheringwerke, en référence à une autre station de la ligne U6, Borsigwerke, nommée en l'honneur de l'entreprise Borsig voisine[4]. Le nom de Reinickendorfer Straße a néanmoins été conservé depuis lors. En 2006, Schering est devenu Bayer Schering Pharma à l'occasion de son rachat par le groupe chimique et pharmaceutique Bayer. Début 2015, une partie des panneaux publicitaires de Reinickendorfer Straße sont consacrés à l'entreprise.
- La patinoire Erika-Heß, construite en 1967 et d'une capacité de 2800 places, se trouve également aux abords de la station.